# RRAAH!
RRAAH! ist eine Comic-Fachzeitschrift, die von November 1987 bis November 2001 vierteljährlich im Hamburger Verlag Sackmann und Hörndl erschien. Chefredakteure waren Eckart Sackmann und Peter Hörndl. Es erschienen insgesamt 57 Ausgaben.
Die Zeitschrift mit dem onomatopoetischen Titel und dem Untertitel Neues aus der Comic-Szene, die für sich in Anspruch nahm, die ganze Comicliteratur zu beobachten und eng mit dem Comicgeschehen in Deutschland verknüpft zu sein, war teils in Farbe, teils in Schwarzweiß gehalten und hatte einen Umfang von ca. 60 bis 80 Seiten. Der Einzelpreis der Hefte betrug anfangs 3 DM, ab Heft 14 (Februar 1991) 5 DM, ab Heft 30 (März 1995) 6,90 DM. Schwerpunkt von RRAAH! war die Berichterstattung über die aktuelle Szene und über Neuerscheinungen, darüber hinaus gab es ausführliche Artikel über internationale Zeichner sowie historische Rückblicke. Ein regelmäßig auftretender Comic-Strip war Die Rottecker Katze von Karsten Weyershausen.
Im Editorial des Heftes Nr. 54 vom Februar 2001 wurde die Einstellung der Publikation zum November 2001 angekündigt. Die Leser wurden darauf hingewiesen, dass das Online-Angebot von RRAAH! erhalten blieb. Später wurde RRAAH!online in comic.de umbenannt (bis zum Verkauf der Adresse 2014).